# Списък с герои от Fullmetal alchemist
Fullmetal Alchemist е японска манга и аниме. Поредицата включва голям брой измислени герои създадени от Хирому Аракауа. Историята се развива в измислен свят през 19/20 век, в който Алхимията е една от най-развитите научни техники известни на човек.
Едуард Елрик (3 февруари 1899 – ?)
Ед е сравнително нисък за възрастта си – когато навършва 12 години е 149 см, а на 15 години е 152 см. Въпреки малкия му ръст тялото му е изключително добре развито. Според учителката му – Изуми Кортис, Едуард е невероятно гъвкав за момче. Очите му са тъмнозлатисти на цвят. Косата му е златно-руса и достига до няколко сантиметра под раменете му. Обикновено я носи вързана на плитка или опашка, като оставя няколко къси кичура да висят отстрани, за да оформят бретона му. Ходи облечен предимно в черно и червено, а в по-редки случаи и в бяло и тъмносиньо. Рядко е виждан без неговите черни лачени ботуши, и според Ал главната причина за това са високите им червени подметки, които го карат да изглежда по-висок. Когато е на публично място, Ед носи бели ръкавици, за да прикрие факта, че дясната му ръка е направена от аутомейл – изкуствена стоманена протеза. Част от левия му крак (от коляното надолу) също е направен от аутомейл, и за това Едуард никога не носи къси или три-четвърти панталони.
Въпреки „липсата на височина“ много момичета смятат Едуард за привлекателен, най-вече заради дългата коса и мускулите, които е развил по време на тренировките си с Изуми. Самият той почти никога не обръща внимание на външния си вид и антагонизира хората, които го правят. Според Пинако и Триша, Едуард е тотално копие на баща си. На гърба на червеното му палто е избродиран Знакът на Фламел: змия, преплетена около кръст, и ангелски криле, над които е разположена корона.
Знакът на Фламел се смята за символ на всички Алхимици, които не служат в армията, но Едуард служи. Това най-вероятно е намек, че Ед всъщност няма никакво желание да е в армията, и го прави единствено, за да може да се добере до Философския камък, до който имат достъп само Националните алхимици и Фюрерът.

## Характер
На повърхността Едуард изглежда като един много егоцентричен, надменен, дребнав и импулсивен тийнейджър. През по-голямата част от детството си е оставял гнева, отчаянието, съмненията и дребнавостта му да ръководят живота му и да го контролират. След неуспешният опит да върне майка си към живота, Ед се опитва да ги овладее и успява, макар и не напълно.
Смята, че най-големият му грях е не провалилото се Човешко преобразуване, а неговата гордост, защото той често не изразява истинските си чувства, за да не я на накърни. Щом чуе думите „нисък“, „малък“, „фъстък“ и „дребосък“, Едуард приема споменаването им за смъртна обида, (заради дребния му ръст) и започва да крещи, а в някои случаи дори и да проявява физическо насилие над тези, които са имали лошия късмет да изрекат съответните пет думички в негово присъствие. Уинри казва, че дребнавостта, която проявява при споменаването на височината му е едва ли не от „наполеонични“ размери.
Често демонстрира неспособност да стои на едно място за повече от 10 минути, което е може би заради огромната му любов към пътешествията и „скитничеството“. Абстрахира се от абсолютно всичко наоколо, щом започне да чете. Въпреки избухливия си характер, за тези няколко души, които са оказали положително влияние върху живота му, Едуард ще покаже истинската си същност (или както казва учителката му – „лицето зад маската“) – тази на едно състрадателно и грижовно момче, което, заради това, че е трябвало да страда толкова много на такава крехка възраст, не може да игнорира страданието на околните.
Ед има свои собствени философии за живота, една от които гласи, че всеки има право да постъпва с живота си както иска и че никой няма право да ръководи и определя живота на останалите, което го кара понякога да спори с други за правата на хората в стил „Робин Худ“.
Той самият е атеист и не вярва в богове и религиозни традиции. Друга от неговите философии (и може би най-силната от тях) е това, което той казва на Розе преди да си тръгне от Лиор: „Направи стъпка напред. За разлика от мен, ти имаш два нормални крака. Напред, напред и само напред и не си и помисляй да се обръщаш. Никога не оставяй миналото да те отвлече от настоящето, никога не поглеждай назад. Изправи се и…просто тръгни напред.“
За хората, които обича, би дал живота си и всичко, което има, без да се замисли и за секунда. Като повечето Водолеи, Едуард е много емоционален и често оставя чувствата му, а не „здравият разум“, да му посочват пътя. Тази, както описана от брат му, „детска безразсъдност“, често го вкарва в болница. Ед никога не запазва мнението си за себе си и винаги казва каквото мисли, като тази липса на деликатност понякога наранява околните. Едуард знае това, но смята, че ако не кажеш това, което мислиш, е все едно да лъжеш хората, а той самият мрази да лъже и го прави само в крайни случаи. Мрази мляко и има фобия от игли. Заради гордостта си, Едуард изключително рядко пролива сълзи, смятайки, че плаченето само ще го направи по-слаб и уязвим.
Когато се натъжи, Ед или развързва косата си и се просва на леглото си, докато гледа с празен поглед към тавана, или излиза навън и започва да „зяпа“ безцелно в земята – за него това са единствените неща, които могат да го успокоят и да заместят сълзите в такъв момент.

#### Способности
От ранна възраст (3-годишен) Едуард започнал да показва интелигентност и интелект на възрастен човек, както и способност да използва алхимия. Аракауа описва Ед като „младата версия на Алберт Айнщайн, с ума му умножен по три“. Според Рой Мустанг, познанията на младото момче са повече от тези на всички Национални Алхимици, взети заедно. Едуард е известен с това, че може да разкодира всеки предоставен му код, но неговите собствени кодове са неразгадаеми. Когато Мустанг, Риза и Фюрер-Президентът Кинг Брадли подлагат Едуард на тест, преди да го назначат за Национален Алхимик, откриват, че стратегиите му са от ниво „А“ (най-високото в Аместрийската полиция и армия), а IQ-то му е 245 точки (без допълнителните тестове, с които е 260), което е смятано за непостижимо дори и от самия Фюрер-Президент. Въпреки малкия си размер, Ед демонстрира шокираща физическа сила — според Риза Хоукай, Едуард може да срути цяла стена само с едната си ръка. Най-голямото предимство на Ед в битка обаче, не е нереалният му ум, или способността му да използва алхимия, нито физическата му сила. Най-голямото му предимство е, учудващо, това, което той ненавижда най-много у себе си — ръста му. Заради малката структура на тялото си, Едуард е изключително бърз, гъвкав и подвижен за момче, което често му дава преимущество в много битки. Понеже е видял Истината и е минал през Портата, на Ед не му се налага да чертае преобразуващи кръгове, за да използва алхимия. Вместо това той може да призове Портата в съзнанието си, да дава и получава алхимични вещества без намесата на портал (т.е. кръг) и да ги формулира само чрез собствената си воля (без енерго-пренасочващите символи, които трябва да се начертаят в кръга). Тялото на Едуард е изключително издръжливо на наранявания и изгаряния — нещо, което е наследил от баща си. Има много бърз метаболизъм, което според него е полезно, защото го предпазва от надебеляване. Въпреки че Ед е десничар, той предпочита да пише с лявата си ръка, понеже дясната му е изкуствена и с нея му е много по-трудно.

### Алфонс Елрик (1 март 1900 –?)

#### Външен вид
Ал много прилича на брат си, но лицето му е малко по-широко, а очите и косата му са с няколко нюанса по-тъмни, което го кара да изглежда повече като майка си, за разлика от Едуард, чийто вид наподобява този на баща му. Косата му е винаги късо-подстригана и, когато е бил човек, се е обличал в по-светли цветове от батко му. Въпреки че Едуард е определян като „красавецът“ в семейството, Ал също е смятан за привлекателен от много момичета.

#### Характер
Характерът на Ал в много случаи се оказва пълната противоположност на този на брат му. Докато Едуард е избухлив, шумен и егоцентричен, Алфонс е мил, тих и чувствителен. Изпитва желание да помага на хората, и често рискува живота си, за да защити околните, дори и да не ги познава. Въпреки че е една година по-малък от Ед, Ал демонстрира много по-високо ниво на зрялост от по-големия му брат. За да се ядоса се изисква много повече време, отколкото при Едуард. Има слабост към улични котенца и често ги крие в бронята си, защото брат му не одобрява идеята за домашен любимец. Въпреки че е по-добър в ръкопашния бой от брат си, Алфонс е пацифист и мрази да се бие.

#### Способности
Макар че Едуард е „мозъка на групата“, умът на Алфонс също не е за подценяване. Има само един код, който Ал не е успявал да разшифрова и това е този на брат му. От ранна възраст двете момчета показват алхимични способности и високо ниво на интелигентност. Щом стане дума за знания, Едуард направо може да „издуха“ Ал, но стане ли дума за физическа сила и ръкопашен бой, Алфонс е този, който „бърше пода“ с Ед. Едуард сам признава, че всичките схватки, които е имал с брат си, са били спечелени от Ал, с изключение на една. Алфонс е видял Истината и е минал през Портата, но за разлика от Ед отначало не може да използва алхимия без преобразуващ кръг, защото поради огромния шок е загубил част от спомените си. Малко след началото на сериите, Ал си възвръща спомена за провалилото се преобразуване, и му трябва време да свикне да използва алхимия без намесата на кръг, което за него се оказва доста трудно, но накрая успява да се научи.

### Ван Хохенхайм (Елрик) (? – 1915)

#### Външен вид
Хохенхайм има дълга, права златно-руса коса, която обикновено връзва на опашка. Носи очила и рядко е виждан без кафявия си шлифер и зелената си вратовръзка. Той, точно като синовете му — Едуард и Алфонс, често получава похвали за външния си вид, макар че много рядко им обръща някакво внимание.

#### Характер
Когато е бил на възрастта на Ед, Хохенхайм изглежда имал подобен нрав — бил е избухлив, арогантен,
шумен и е мразел да бъде наричан „тъп“ или „глупав“, точно както Ед мрази да бъде наричан „нисък“ или „малък“. След като среща Триша, импулсивността и агресията му значително намаляват и Ван започва да показва много по-високо ниво на зрялост. Когато напуска семейството си, заради алхимично проучване, Хохенхайм премахва „Елрик“ от името си, като знак за това, че няма да се връща назад и да оставя миналото да пречи на „развитието му като човек“. Той изключително много съжалява, че е изоставил семейството си и с усмивка приема всяка обида, казвайки, че напълно си я заслужава.

#### Способности
Ван е бил експерт по съставянето на Философски Камъни (най-добрият в цял Аместрис) и, макар и да е работил в армията за много кратко време, е един от най-талантливите алхимици, раждали се някога.

### Триша Елрик (1878 – 1904)

#### Външен вид
Триша е имала дълга, права кестенява коса, тъмносини очи и е била учудващо ниска за възрастта си. Обличала се е предимно в лилаво, което е било любимия ѝ цвят. Уинри я смята за най-красивата жена, която е виждала.

#### Характер
Триша, точно като Алфонс, е била мила, състрадателна и чувствителна. Никога не е обичала да е в центъра на вниманието и рядко е говорела. „Мама предпочиташе да изразява нещата с усмивки, а не с думи.“ – казва Едуард. Заради неземно милия си нрав, когато е била дете, Триша е отказвала да приеме факта, че има лоши хора, което я е карало често да постъпва наивно и да позволява на околните да я манипулират.

## Семейство Рокбел

### Уинри Рокбел (2 февруари 1899 –?)

#### Външен вид
Уинри е средно висока, с бледоруса, дълга до кръста права коса и небесно-сини очи. Обикновено връзва косата си на висока конска опашка, като оставя два дълги, еднакви по големина кичура да се спуснат от двете страни на лицето ѝ. Дясното ѝ ухо е продупчено четири пъти, като във всяка дупка Уинри е поставила различна по вид и размер обеца. Бретонът ѝ е сравнително къс и извит наляво. В началото на сериите е по-висока от Ед, но в края е показано, че той я е задминал поне с една глава. Интересен факт за нея е, че тя е един ден по-голяма от Едуард.

#### Характер
Уинри е много активна, енергична и е винаги позитивно-настроена. Въпреки всичката си свръхактивност, тя е много внимателна и прецизна, особено в работата си. Едуард я нарича „ММ“ – „машино-маниячка“, заради огромната ѝ слабост към всичко, свързано с инженерството, особено аутомейл-протезите. Винаги се опитва да ободри и развесели хората около себе си, а когато някой, когото тя обича и за когото я е грижа е в опасност, е готова да направи всичко, за да го спаси. Ако някой се нарани по нейна вина тя буквално си „удавя очите в сълзи“ за него(като човекът, за който най-често плаче в такива случаи е Едуард). Според братята Елрик, Уинри е родена изцяло, за да помага на хората. Пряк пример е това, което Ед ѝ казва малко след като пристигнат в Централ: „Ти ми спаси живота, извади ме от инвалидната количка и ми даде възможност да се изправя отново…Твоите ръце не са създадени, за да убиват хора, а за да им помагат да живеят.“Въпреки цялото си оптимистично излъчване, когато я засрамят или изложат, зад милия ѝ нрав се появява избухливост, която може да засенчи дори и тази на самия Едуард Елрик. Когато Уинри се ядоса на някой, обикновено замерва съответния човек с клещите или гаечните си ключове (като този човек в повечето случаи е Ед).

#### Способности
Когато навършва пет, Уинри вече е била прочела медицинските книги на родителите си и ги е меморизирала, а на девет години (след като родителите ѝ умират) започва работа като инженер във фирмата на баба си. Знае почти всичко свързано с аутомейлите и може да изработи и най-сложните видове стоманени протези за по-малко от седмица. Едуард я смята за най-добрата готвачка, която е срещал, и предпочита нейното готвене пред всяко друго (дори и пред това на професионалните готвачи в Източния команден център).

### Пинако Рокбел

#### Външен вид
Пинако има средно-дълга, кафяво-сива коса, която държи вързана на опашка. Винаги ходи облечена в къса до коленете зелена рокля и рядко е виждана без лулата си.

#### Характер
Пинако е изключително общителна за възрастта си. Рядко се страхува да каже какво мисли и винаги е готова да окаже помощ на нуждаещ се човек. Много е раздразнителна и има навика да замеря хората, които я ядосат с гаечни ключове и клещи – нещо, което Уинри е наследила от нея.

#### Способности
Преди с баща ѝ да се преместят да живеят в Ризембул, Пинако е работела като ковач в Оживената долина. Няколко години по-късно работи като акушерка. След смъртта на баща си поема фирмата му за аутомейл-протези.

## Аместрийската полиция и армия

### Полковник Рой Кристмас Мустанг (1885 –?)

#### Външен вид
Рой е смятан за най-красивия мъж в армията и винаги привлича вниманието на жените около себе си. Косата му е абаносово черна и късо подстригана. Носи стандартната аместрийска полицейска униформа, както и бели ръкавици, на които са нарисувани червени преобразуващи кръгове. Когато не е на работа, Мустанг предпочита да се облича в по-тъмни и неутрални цветове като сиво, черно и кафяво, както и да носи бомбе, за да го разпознават по-трудно.

#### Характер
Мустанг е изключително егоцентричен и арогантен, точно като младото си протежѐ – Едуард. Сам казва, че не му пука за другите особено много, дори и това да не е вярно. Ед го смята за голям перверзник, главно защото Рой обича да прекарва свободното си време в стриптийз клубове или на срещи с момичета. Въпреки цялото си негативно излъчване, Мустанг има огромен респект за хората около себе си (и особено много за Едуард и Риза) и ако са в опасност е готов да направи всичко, за да ги спаси. Той е изключително безпощаден и жесток с враговете си и рядко се двоуми, когато трябва да взема решения.

#### Способности
Мустанг е известен със своята огнена алхимия, която контролира чрез преобразуващите кръгове, нарисувани на ръкавиците му. Освен това е и експерт по фехтовка. Смятан е от много хора за най-силния Алхимик в армията, макар че в първото аниме Едуард успява да го победи.

### Старши лейтенант Риза Бетлорд Хоукай

#### Външен вид
Риза има кафяви очи и дълга, права руса коса, която в повечето случаи държи прибрана в шапката си или закрепя на тила си с шнола. Ходи облечена в стандартната аместрийска военна униформа.

#### Характер
Лейтенант Хоукай е много тиха, подредена, изпълнителна и винаги спазва обещанията си. Винаги дава полезни съвети на по-младите служители в армията и често се престарава по време на работа. Взема решения без да се двоуми и има навик да крие оръжията си в дрехите си. Тя има куче на име
черен хаят.

#### Способности
Лейтенантът е експерт по стрелба с пистолет, картечница, снайпер, танк и всякакви видове тежка артилерия. По време на Ишбалската гражданска война си спечелва прякора „Окото на Ястреба“, заради изключителната си точност, която не ѝ позволява нито веднъж да пропусне целта си.

## Семейство Къртис

### Външен вид
За някой, който е минал 35, Изуми изглежда изключително добре. Дългата ѝ, черна права коса е сплетена на десетки миниатюрни плитки, събрани на висока опашка. Облича се предимно в бяло и винаги ходи обута в чехли. На ключицата си е татуирала Знакът на Фламел: змия, преплетена около кръст, и ангелски криле, над които е поставена корона – символът на всички Алхимици, които не служат в армията.

#### Характер
Когато стане дума за характер, Ед и Изуми могат да бъдат смятани за близнаци – и двамата са импулсивни, раздразнителни, шумни, упорити, надменни и егоцентрични. По същия начин, по който Ед мрази да бъде наричан „нисък“, Изуми мрази да бъде наричана „стара“, и ще „пребие до смърт“ всеки, достатъчно лишен от късмет да спомене възрастта ѝ в нейно присъствие. Въпреки всичката уплаха, която всява в братята Елрик, Изуми има и много нежна и грижовна страна – още едно нещо, по което си приличат с Ед. Макар и рядко да показва някакви признаци на обич и съчувствие, Изуми изключително много се тревожи за хората, които обича и би направила всичко за тях. Доставя ѝ удоволствие да проявява физическо насилие над околните (най-вече над Едуард и Алфонс) и е привърженик на черния хумор.

#### Способности
Изуми демонстрира нереална физическа сила за дребния си размер и крехката си фигура. Може лесно да повали дори и гигантски животни като мечка гризли или планински козел. Освен това, въпреки че Изуми не работи в армията, Ед я смята за най-добрия Алхимик, който е срещал. Много е умна, и, макар че Едуард отдавна я е надминал в това, има натурален талант за разшифроване на кодове. Смята се, че е наследила способността да използва алхимия от майка си. Много атлетичен боец, освен това е изключително бърза, издръжлива и е експерт по бой с дворъчни мечове.

### Сиг Кортис

#### Външен вид
Сиг е много едър и мускулест, за разлика от съпругата му, която е дребна и „кльощава“. Обикновено ходи облечен в работническия си костюм.

#### Характер
Въпреки плашещия си вид, Сиг е изключително любезен и мил с хората около себе си. Рядко се заяжда с околните и много трудно се ядосва.

#### Способности
Сиг е изключително силен и подвижен, което е учудващо, за някой с неговия размер. Добър е в ръкопашния бой, макар че предпочита да избягва да влиза в схватки и често оставя Изуми да се погрижи за враговете им.

## Антагонисти

### Хомункулусите
Хомункулусите са грешка на алхимиците. Те се създават при грешна човешка трансмутация. Хомункулусите могат да сменят формата си. Лесно се убиват ако са близо до останките на човека, който е преобразуван. Хомункулусът, който е създала Изуми, може да използва алхимия, понеже е взел дясната ръка и левия крак на Едуард Елрик.
Алчност, Гордост, Лакомия, Гняв, Похот, Завист, Мързел са хомункулусите.
Госпожа Данте (тя има вековно тяло, което се разяжда от постоянната смяна) е създала Алчност и Гордост. Братът на Белязания е създал Похот. Ед и Ал са създали Мързел (майка им). Изуми Къртис (учителя на Ед и Ал) е създала Гняв (синът й). Бащата на Ед и Ал г-н Ван Хохенхайм е създал Завист – детето му от Данте, което има силата да се превръща в каквото и когото иска.
Те са много силни и се борят за философския камък, за да могат да станат хора.

## Двойните агенти

### Химерите
Химерите най-често се използват като оръжие. Те се създават като някой комбинира животни в едно цяло.